# الاتحاد للديمقراطية والجمهورية (النيجر)
الاتحاد للديمقراطية والجمهورية (بالفرنسية: Union pour la Démocratie et la République-Tabbat)‏ هو حزب سياسي في النيجر. قاده المؤسسون رئيس الوزراء السابق أحمد سيسيه وأمادو مادوغو.

## التاريخ
تم تشكيل الحزب من قبل سيسيه في 12 سبتمبر 1999 بعد انشقاق عن حزب التجمع للديمقراطية والتقدم. كان سيسيه رئيس وزراء النيجر في عهد زعيم الانقلاب السابق إبراهيم باري مناصرة، الذي شكل حزب التجمع في عام 1997. بعد اغتيال مناصرة في أبريل 1999، تنافس سيسيه ورئيس حزب التجمع حامد الغابد على ترشيح الحزب للرئاسة في الانتخابات العامة لعام 1999. وانتصر الغابد وأنصاره، وطُرد سيسيه من الحزب.  أصر فصيل من حزب التجمع على دعم سيسيه،    وترك الأمر لمحكمة الدولة لتقرر أي فصيل سيبقى في الحزب.  قبلت المحكمة ترشيح الغابد ورفضت ترشيح سيسيه في 3 سبتمبر / أيلول. في 12 سبتمبر، أنشأ سيسيه الاتحاد للديمقراطية والجمهورية، وأخذ معه عددًا من المؤيدين. 
على الرغم من أن سيسيه لم يخض الانتخابات الرئاسية، إلا أن الحزب خاض الانتخابات البرلمانية، وحصل على 2٪ من الأصوات، لكنه فشل في الفوز بمقعد. خاض الحزب الانتخابات العامة لعام 2004 كجزء من تحالف تنسيق القوى الديمقراطية مع حزب المعارضة الرئيسي، الحزب النيجيري للديمقراطية والاشتراكية وتسعة أحزاب أخرى، بما في ذلك الحزب التقدمي النيجيري - التجمع الديمقراطي الأفريقي، حزب الإدارة الذاتية النيجيري واتحاد النيجيريين المستقلين. وفازت القائمة المشتركة بمقعدين في الجمعية الوطنية.
بعد مقاطعة الانتخابات البرلمانية لعام 2009، كان سيسه وحزبه بارزين بين الائتلاف المعارض للرئيس محمد تانجا في 2009-2010.  في أعقاب انقلاب 2010، خاض الحزب الانتخابات العامة لعام 2011؛ حصل سيسيه على المركز الثامن من بين عشرة مرشحين في الانتخابات الرئاسية بنسبة 1.6٪ من الأصوات، لكن الحزب حصل على 5.4٪ من الأصوات في انتخابات الجمعية الوطنية، وفاز بستة مقاعد. ترشح سيسيه للرئاسة مرة أخرى في انتخابات عام 2016، وحصل هذه المرة على المركز التاسع من بين 15 مرشحًا بنسبة 1.5٪ من الأصوات، في حين تم تقليص حصة الحزب إلى مقعدين في الجمعية الوطنية بعد أن انخفضت حصته في التصويت إلى 2.2٪.